# The Street Singer (1937)
The Street Singer é um filme musical produzido no Reino Unido e lançado em 1937. Um músico famoso é confundido com um cantor de rua.